# Bosnische kraaier
De Bosnische kraaier, ook Berat-kraaier genoemd, is een kippenras uit de Balkan, voorkomend in Albanië, Bosnië en door emigranten ook in Turkije ingevoerd. Het behoort tot de Zuid-Oost-Europese langkraaiers.

## Geschiedenis
Langkraairassen worden sinds eeuwen in de Balkan beschreven, maar de precieze ontwikkeling van de Bosnische kraaier blijft onbekend. In 2004 kocht de Duitse dierkundige Dr. Michael Reimann in Istanboel twee hanen en een hen, die de basis vormden voor de kleine populatie die in de daaropvolgende jaren in Duitsland ontstond. Het ras werd daar later officieel erkend.

## Eigenschappen
De bouw van de Bosnische kraaier is slank, hooggesteld en krachtig en wijkt weinig af van het postuur van de Kosovaarse kraaier. Bekend is het ras alleen in de witte kleurslag met lange groengele loopbenen en een gele snavel. Opvallend is de lange hals, die bovenaan naar voren afbuigt. Er bestaan zowel varianten met rozenkam als ook met enkele kam.
De kraai is in tegenstelling tot die van de Kosovaarse kraaier en de Denizli-kraaier niet extreem lang, maar komt qua lengte en melodie zeer met die van de Bergse kraaier overeen.

## Speciaalclub
In Duitsland valt het ras onder dezelfde vereniging als de Bergse kraaier, namelijk de "Vereinigung der Züchter Bergischer Hühnerrassen und deren Zwergekräherzüchtervereinigung seit 1884". In Nederland en Vlaanderen bestaan geen speciaalclubs voor het ras.